# Cambes (Gironde)
Cambes ist eine französische Gemeinde im Département Gironde in der Region Nouvelle-Aquitaine. Sie gehört zum Kanton Créon im Arrondissement Bordeaux.
Die Gemeinde liegt im Einzugsgebiet der Stadt Bordeaux. Während Cambes im Jahr 1962 über 745 Einwohner verfügte, zählt man aktuell 1853 Einwohner (Stand 1. Januar 2022).

## Bevölkerungsentwicklung
| Jahr                      | 1962 | 1968 | 1975 | 1982 | 1990 | 1999 | 2006 | 2016 |
| Einwohner                 | 745  | 838  | 844  | 924  | 1035 | 1145 | 1259 | 1537 |
| Quelle: Cassini und INSEE |      |      |      |      |      |      |      |      |

## Sehenswürdigkeiten
- Kirche Saint-Martin

Siehe auch: Liste der Monuments historiques in Cambes (Gironde)

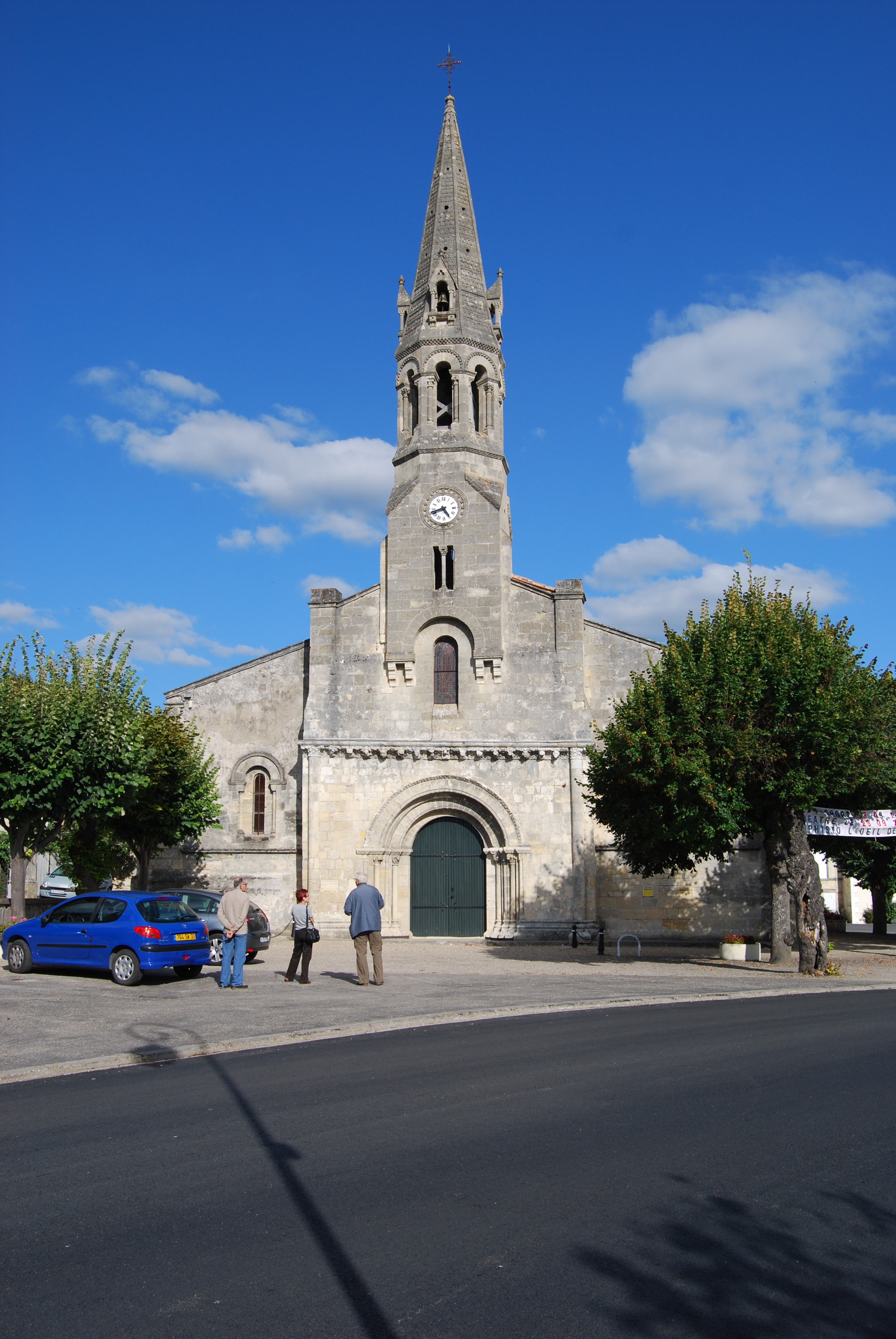
Kirche Saint-Martin

## Weinbau
Cambes ist eine Weinbaugemeinde; die Rebflächen gehören zur Appellation Premières Côtes de Bordeaux. Sie liegt am rechten Ufer der Garonne, etwa 19 Kilometer flussaufwärts von Bordeaux.